# Salado de Lebrija-Las Cabezas
Salado de Lebrija-Las Cabezas este o arie protejată (arie specială de conservare — SAC, sit de importanță comunitară — SCI) din Spania întinsă pe o suprafață de 405,38 ha, integral pe uscat.

## Localizare
Centrul sitului Salado de Lebrija-Las Cabezas este situat la coordonatele 36°53′35″N 5°52′59″W / 36.8931°N 5.883°V.

## Înființare
Situl Salado de Lebrija-Las Cabezas a fost declarat sit de importanță comunitară în decembrie 2000 pentru a proteja 1 specie de plante și 3 specii de animale. Situl a fost protejat și ca arie specială de conservare în martie 2015.

## Biodiversitate
Situată în ecoregiunea mediteraneană, aria protejată conține 5 habitate naturale: Dehesas cu Quercus spp. perene, Păduri de Olea și Ceratonia, Galerii și tufărișuri riverane sudice (Nerio-Tamaricetea și Securinegion tinctoriae), Păduri de Quercus ilex și Quercus rotundifolia, Tufărișuri termo-mediteraneene și de pre-deșert.
La baza desemnării sitului se află mai multe specii protejate:
- plante (1): Limonium lanceolatum
- păsări (2): Elanus caeruleus, ciovlica roșcată (Glareola pratincola)
- pești (1): Aphanius baeticus

Pe lângă speciile protejate, pe teritoriul sitului au mai fost identificate 1 specie de amfibieni.